# Dayne St. Clair
Dayne St. Clair (Pickering, Ontario, 9 de mayo de 1997) es un futbolista canadiense. Juega de guardameta y su equipo es el Minnesota United de la Major League Soccer.

## Trayectoria
St. Clair comenzó su carrera muy joven en el Vaughan Azzurri de la League1 Ontario.Formó parte del plantel que ganó el título de 2014.
A nivel universitario, jugó para los Maryland Terrapins de la Universidad de Maryland entre 2015 y 2018. En sus años de universidad, jugó por los clubes de la PDL el K-W United y el New York Red Bulls U23.
El 4 de enero de 2019, fue seleccionado por el Minnesota United en el puesto 7 del SuperDraft de la MLS 2019.

## Selección nacional
St. Clair debutó por la selección de Canadá el 5 de junio de 2021 en la victoria por 7-0 ante Aruba por la Clasificación de Concacaf para la Copa Mundial de Fútbol de 2022.
Formó parte del plantel que disputó la Copa de Oro de la Concacaf 2021.

### Participaciones en Copas América
| Torneo            | Sede           | Resultado     | Partidos | Goles |
| ----------------- | -------------- | ------------- | -------- | ----- |
| Copa América 2024 | Estados Unidos | Cuarto puesto | 1        | 0     |

## Estadísticas
Actualizado al último partido disputado en la temporada 2024.
| Club                                   | Div.          | Temporada     | Liga  | Liga  | Copas nacionales | Copas nacionales | Copas internacionales | Copas internacionales | Total | Total |
| Club                                   | Div.          | Temporada     | Part. | Goles | Part.            | Goles            | Part.                 | Goles                 | Part. | Goles |
| -------------------------------------- | ------------- | ------------- | ----- | ----- | ---------------- | ---------------- | --------------------- | --------------------- | ----- | ----- |
| K–W United Estados Unidos              | 4.ª           | 2016          | 6     | 0     | ―                | ―                | ―                     | ―                     | 6     | 0     |
| K–W United Estados Unidos              | 4.ª           | 2017          | 7     | 0     | ―                | ―                | ―                     | ―                     | 7     | 0     |
| K–W United Estados Unidos              | Total club    | Total club    | 13    | 0     | 0                | 0                | 0                     | 0                     | 13    | 0     |
| New York Red Bulls U-23 Estados Unidos | 4.ª           | 2018          | 3     | 0     | ―                | ―                | ―                     | ―                     | 3     | 0     |
| New York Red Bulls U-23 Estados Unidos | Total club    | Total club    | 3     | 0     | 0                | 0                | 0                     | 0                     | 3     | 0     |
| Forward Madison Estados Unidos         | 3.ª           | 2019          | 5     | 0     | ―                | ―                | ―                     | ―                     | 5     | 0     |
| Forward Madison Estados Unidos         | Total club    | Total club    | 5     | 0     | 0                | 0                | 0                     | 0                     | 5     | 0     |
| San Antonio Estados Unidos             | 2.ª           | 2020          | 5     | 0     | ―                | ―                | ―                     | ―                     | 5     | 0     |
| San Antonio Estados Unidos             | Total club    | Total club    | 5     | 0     | 0                | 0                | 0                     | 0                     | 5     | 0     |
| Minnesota United Estados Unidos        | 1.ª           | 2020          | 16    | 0     | ―                | ―                | ―                     | ―                     | 16    | 0     |
| Minnesota United Estados Unidos        | 1.ª           | 2021          | 5     | 0     | ―                | ―                | ―                     | ―                     | 5     | 0     |
| Minnesota United Estados Unidos        | 1.ª           | 2022          | 33    | 0     | 0                | 0                | ―                     | ―                     | 33    | 0     |
| Minnesota United Estados Unidos        | 1.ª           | 2023          | 30    | 0     | 0                | 0                | 5                     | 0                     | 35    | 0     |
| Minnesota United Estados Unidos        | 1.ª           | 2024          | 29    | 0     | ―                | ―                | 2                     | 0                     | 31    | 0     |
| Minnesota United Estados Unidos        | Total club    | Total club    | 113   | 0     | 0                | 0                | 7                     | 0                     | 120   | 0     |
| Total carrera                          | Total carrera | Total carrera | 139   | 0     | 0                | 0                | 7                     | 0                     | 146   | 0     |
| 1.                                     |               |               |       |       |                  |                  |                       |                       |       |       |

## Palmarés

### Distinciones individuales
| Distinción                                  | Año  |
| ------------------------------------------- | ---- |
| MVP del Juego de las Estrellas de lMLS 2022 | 2022 |

## Vida personal
St. Clair nació en Canadá, de padre trinitense y madre canadiense-escocesa.